# Sumber Deras
Sumber Deras is een bestuurslaag in het regentschap Ogan Komering Ilir van de provincie Zuid-Sumatra, Indonesië. Sumber Deras telt 1190 inwoners (volkstelling 2010).